# Nancye Wynne Bolton
Nancye Wynne Bolton, avstralska tenisačica, * 2. december 1916, Melbourne, Avstralija, † 9. november 2001, Melbourne.
Dvajsetkrat je zmagala na turnirju za Prvenstvo Avstralije, šestkrat posamično, desetkrat v konkurenci ženskih dvojic s Thelmo Coyne Long in štirikrat v konkurenci mešanih dvojic s Colinom Longom. V posamično konkurenci se je še trikrat uvrstila v finala turnirjev za Grand Slam, dvakrat za Prvenstvo Avstralije in enkrat Nacionalno prvenstvo ZDA. V konkurenci ženskih dvojic se je še dvakrat uvrstila v finale turnirja za Prvenstvo Avstralije, v konkurenci mešanih dvojic pa se je dvakrat uvrstila v finale turnirja za Prvenstvo Anglije ter po enkrat za Prvenstvo Avstralije in Amatersko prvenstvo Avstralije. Po številu naslovov Prvenstva Avstralije zaostaja le za Margaret Court, tako v posamični konkurenci, kot pri vseh naslovih skupno. Leta 2006 je bila sprejeta v Mednarodni teniški hram slavnih.

## Finali Grand Slamov

### Posamično (9)

#### Zmage (6)
| Leto | Turnir                   | Nasprotnica v finalu | Rezultat finala |
| 1937 | Prvenstvo Avstralije     | Emily Hood Westacott | 6–3, 5–7, 6–4   |
| 1940 | Prvenstvo Avstralije (2) | Thelma Coyne Long    | 5–7, 6–4, 6–0   |
| 1946 | Prvenstvo Avstralije (3) | Joyce Fitch          | 6–4, 6–4        |
| 1947 | Prvenstvo Avstralije (4) | Nell Hall Hopman     | 6–3, 6–2        |
| 1948 | Prvenstvo Avstralije (5) | Marie Toomey         | 6–3, 6–1        |
| 1951 | Prvenstvo Avstralije (6) | Thelma Coyne Long    | 6–1, 7–5        |

#### Porazi (3)
| Leto | Turnir                   | Nasprotnica v finalu | Rezultat finala |
| 1936 | Prvenstvo Avstralije     | Joan Hartigan        | 4–6, 4–6        |
| 1938 | Nacionalno prvenstvo ZDA | Alice Marble         | 0–6, 3–6        |
| 1949 | Prvenstvo Avstralije (2) | Doris Hart           | 3–6, 4–6        |

### Ženske dvojice (12)

#### Zmage (10)
| Leto | Turnir                    | Partnerica        | Nasprotnici v finalu                   | Rezultat finala |
| 1936 | Prvenstvo Avstralije      | Thelma Coyne Long | May Blik Katherine Wooodward           | 6–2, 6–4        |
| 1937 | Prvenstvo Avstralije (2)  | Thelma Coyne Long | Nell Hall Hopman Emily Hood Westacott  | 6–2, 6–2        |
| 1938 | Prvenstvo Avstralije (3)  | Thelma Coyne Long | Dorothy Bundy Cheney Dorothy Workman   | 9–7, 6–4        |
| 1939 | Prvenstvo Avstralije (4)  | Thelma Coyne Long | May Hardcastle Nell Hall Hopman        | 7–5, 6–4        |
| 1940 | Prvenstvo Avstralije (5)  | Thelma Coyne Long | Joan Hartigan Emily Niemayer           | 7–5, 6–2        |
| 1947 | Prvenstvo Avstralije (6)  | Thelma Coyne Long | Joyce Fitch Mary Bevis Hawton          | 6–3, 6–3        |
| 1948 | Prvenstvo Avstralije (7)  | Thelma Coyne Long | Pat Jones Mary Bevis Hawton            | 6–3, 6–3        |
| 1949 | Prvenstvo Avstralije (8)  | Thelma Coyne Long | Doris Hart Marie Toomey                | 6–0, 6–1        |
| 1951 | Prvenstvo Avstralije (9)  | Thelma Coyne Long | Joyce Fitch Mary Bevis Hawton          | 6–2, 6–1        |
| 1952 | Prvenstvo Avstralije (10) | Thelma Coyne Long | Allison Burton Baker Mary Bevis Hawton | 6–1, 6–1        |

#### Porazi (2)
| Leto | Turnir                   | Partnerica        | Nasprotnici v finalu          | Rezultat finala |
| 1946 | Prvenstvo Avstralije     | Thelma Coyne Long | Joyce Fitch Mary Bevis Hawton | 7–9, 4–6        |
| 1950 | Prvenstvo Avstralije (2) | Thelma Coyne Long | Louise Brough Doris Hart      | 2–6, 6–2, 3–6   |

### Mešane dvojice (8)

#### Zmage (4)
| Leto | Turnir                   | Partner    | Nasprotnika v finalu           | Rezultat finala |
| 1940 | Prvenstvo Avstralije     | Colin Long | Nell Hall Hopman Harry Hopman  | 7–5, 2–6, 6–4   |
| 1946 | Prvenstvo Avstralije (2) | Colin Long | Joyce Fitch John Bromwich      | 6–0, 6–4        |
| 1947 | Prvenstvo Avstralije (3) | Colin Long | Joyce Fitch John Bromwich      | 6–3, 6–3        |
| 1948 | Prvenstvo Avstralije (4) | Colin Long | Thelma Coyne Long Bill Sidwell | 7–5, 4–6, 8–6   |

#### Porazi (4)
| Leto | Turnir                         | Partner           | Nasprotnika v finalu           | Rezultat finala |
| 1938 | Amatersko prvenstvo Avstralije | Christian Boussus | Simonne Mathieu Dragutin Mitić | 6–2, 3–6, 4–6   |
| 1938 | Prvenstvo Avstralije           | Colin Long        | Margaret Wilson John Bromwich  | 3–6, 2–6        |
| 1947 | Prvenstvo Anglije              | Colin Long        | Louise Brough John Bromwich    | 6–1, 4–6, 2–6   |
| 1951 | Prvenstvo Anglije              | Mervyn Rose       | Doris Hart Frank Sedgman       | 5–7, 2–6        |